# After : Chapitre 5
Série After
After : Chapitre 4
(2022)
Pour plus de détails, voir Fiche technique et Distribution.
After : Chapitre 5 (After Everything, au Québec After : La destinée) est un film américain réalisé par Castille Landon, sorti en 2023, et le dernier film de la franchise éponyme.

## Synopsis
Détrôné par un blocage créatif et une rupture douloureuse avec Tessa, l'écrivain Hardin Scott se rend au Portugal dans l'intention de retrouver Natalie, une femme qu'il a blessée dans le passé et de lui demander pardon.

## Fiche technique
- Titre : After : Chapitre 5
- Titre original : After Everything
- Titre québécois : After : La destinée
- Réalisation : Castille Landon (en)
- Scénario : Castille Landon (en) d'après le roman After, saison 4 d'Anna Todd
- Musique : George Kallis
- Photographie : Rob Givens et Joshua Reis
- Montage : Morgan Halsey
- Production : Mark Canton, Nicolas Chartier, Jonathan Deckter, Hero Fiennes-Tiffin, Jennifer Gibgot, Aron Levitz et Brian Pitt
- Société de production : CalMaple et Wattpad
- Pays :  États-Unis
- Genre : Drame et romance
- Durée : 94 minutes
- Dates de sortie : 
  - Royaume-Uni : 13 septembre 2023  États-Unis
  - France : 13 septembre 2023 (Prime Vidéo)

## Distribution
- Josephine Langford (VF : Maryne Bertieaux ; VQ : Ludivine Reding) : Tessa Young
- Hero Fiennes-Tiffin (VF : Gauthier Battoue ; VQ : Alexandre Bacon) : Hardin Scot
- Louise Lombard (VF : Marjorie Frantz): Trish
- Chance Perdomo (VF : Simon Koukissa-Barney ; VQ : Nicolas Bacon) : Landon Gibson
- Rob Estes (VF : Maurice Decoster) : Ken Scott
- Arielle Kebbel (VF : Audrey Sourdive): Kimberly Vance
- Stephen Moyer (VQ : Patrick Chouinard) : Christian Vance
- Mimi Keene : Nathalie
- Cora Kirk : Freya
- Mira Sorvino : Carol Young
- Frances Turner (VF : Jacky Tavernier) : Karen
- Kiana Madeira : Nora
- Carter Jenkins (VF : Juan Llorca) : Robert
- Atanas Srebrev (de) : Richard
- Anton Kottas (VF : Faustine Legrand) : Smith Vance
- Emmanuel Todorov : Mike